# 777 v.Chr.
Het jaar 777 v.Chr. is een jaartal volgens de christelijke jaartelling.

## Gebeurtenissen

### Egypte
- Koning Osorkon IV - de vierde farao van de 23e dynastie van Egypte - bestijgt de troon.

## Overleden
- Iuput II, farao van Egypte